# Agrostis altissima
Agrostis altissima é uma espécie de gramínea do gênero Agrostis, pertencente à família Poaceae.